# Mucor

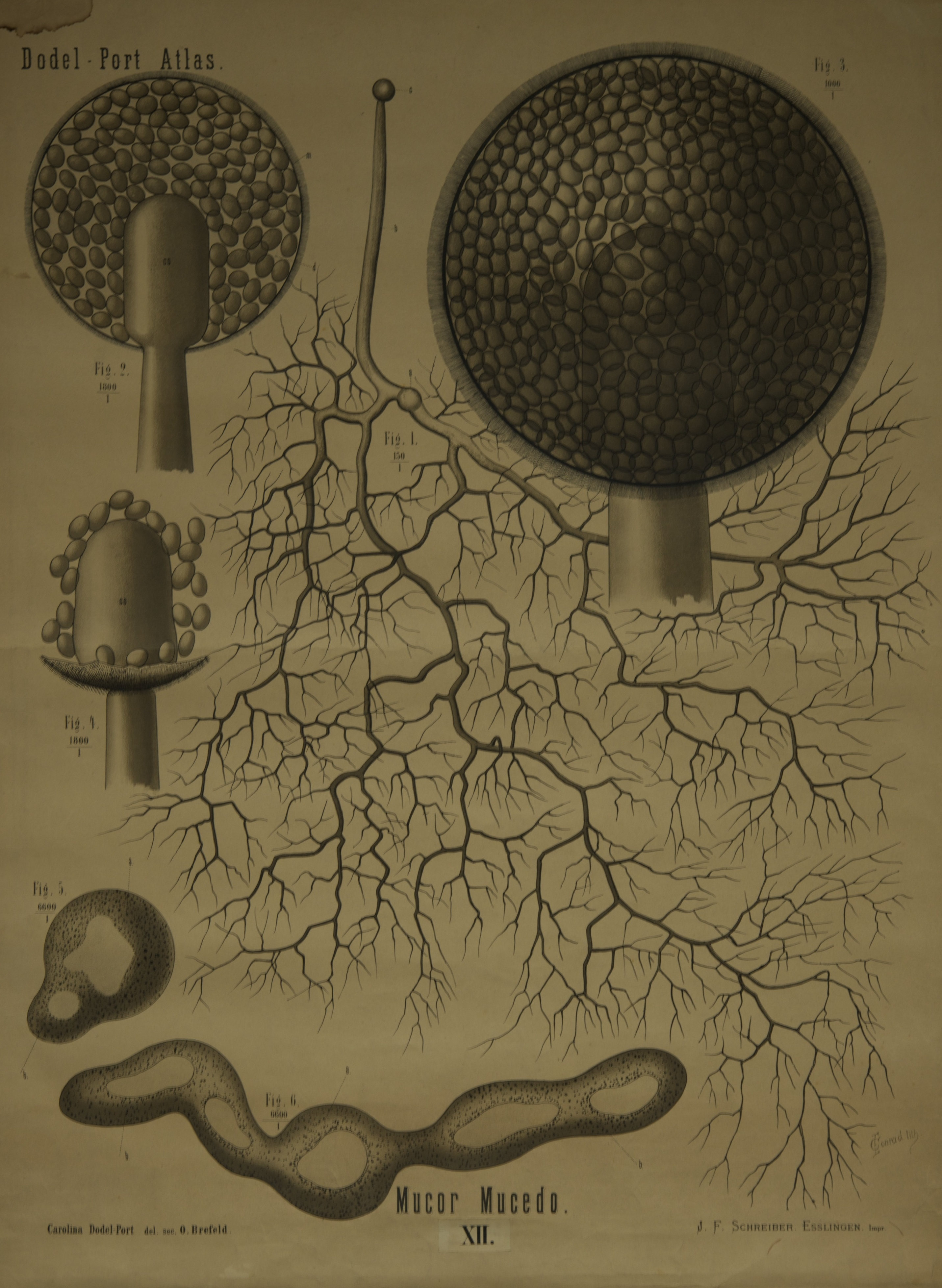
Budowa pleśniaka

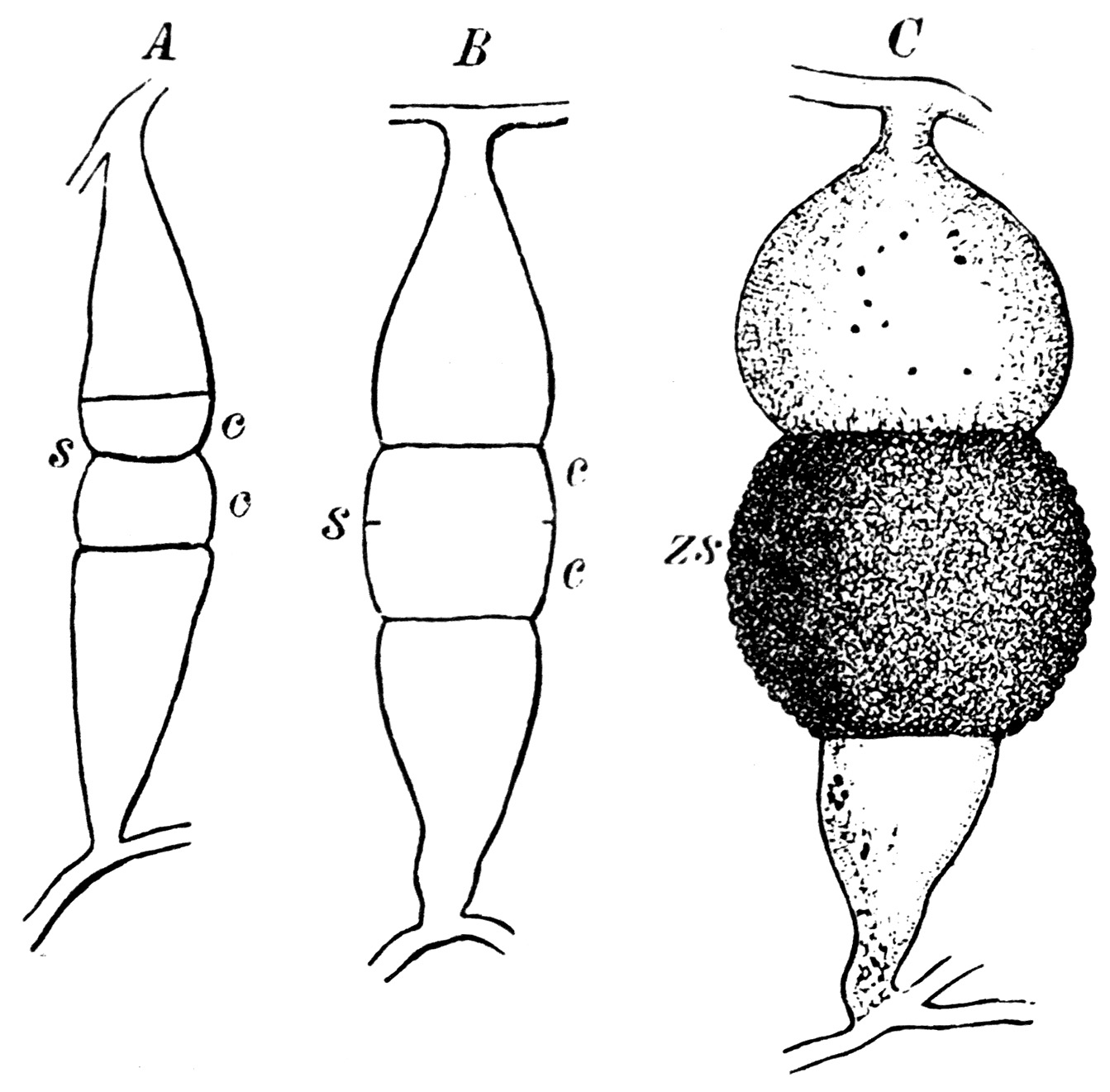
Powstawanie zygospory

Mucor Fresen. (pleśniak) – rodzaj grzybów z rzędu pleśniakowców (Mucorales). Należy do niego około 50 gatunków. Wiele z nich jest szeroko rozprzestrzenionych na świecie i ma duże znaczenie gospodarcze.

## Morfologia
Pleśniaki tworzą szybko rosnące, watowate, kosmate plechy o barwie od białej do żółtej z ciemnoszarymi zarodniami. Z plechy wyrastają proste lub rozgałęzione sporangiofory z kulistymi lub o kształcie zbliżonym do kulistego zarodniami (sporangiami) o średnicy 60–300 μm i dobrze rozwiniętymi kolumellami. Powstające w nich zarodniki (sporangiospory) są bezbarwne, szare lub brązowawe, o kształcie od kulistego do elipsoidalnego i gładkich ścianach. Po oderwaniu się zarodników zazwyczaj pozostaje jaskrawo ubarwione dno zarodni (apofiza). Mogą występować chlamydospory i zygospory.
Grzyby głównie saprotroficzne, niektóre to grzyby nagrzybne.

## Rozmnażanie
Pleśniaki są komórczakami, to znaczy, że zbudowane są z jednej, ale wielojądrowej komórki tworzącej plechę. Wyrastają z niej wysokie trzonki zarodnionośne zwane sporangioforami. Na ich szczycie powstają kuliste, brunatno-czarne zarodnie (sporangia), w których wytwarzane są bezpłciowo zarodniki (sporangiospory). Są one haploidalne i zróżnicowane płciowo na dwa typy, oznaczane zazwyczaj jako (+) i (-). Po pęknięciu zarodni zarodniki wysypują się. W sprzyjających warunkach kiełkują wytwarzając rozgałęzione, wielojądrowe strzępki o haploidalnej liczbie chromosomów. Strzępki te morfologicznie nie różnią się one od siebie, są jednak zróżnicowane płciowo. Zarówno strzępki (+), jak i strzępki i (-) mogą wytwarzać zarodnie.
Gdy zetkną się dwie odmienne płciowo strzępki (+) i (-), zachodzi między nimi rozmnażanie płciowe. Najpierw następuje oddzielenie poprzeczną ścianą końcowego odcinka strzępki. Powstaje w ten sposób wielojądrowe gametangium, morfologicznie nie różniące się od pozostałej części strzępki. Ściany dwóch stykających się z sobą gametangiów rozpuszczają się i ich zawartość zlewa się, co nazywa się plazmogamią. W jądrach komórkowych pochodzących od obydwu gametangiów następują podziały mitotyczne. Charakterystyczna dla tego rodzaju jest długotrwałość tych podziałów – trwają one do ok. 2 godzin. Teraz następuje zlewanie się jąder pochodzących od różnych gametangiów, czyli wielokrotna kariogamia. Powstaje wielojądrowa zygospora o diploidalnej liczbie chromosomów. Haploidalne jądra, które nie połączyły się z sobą wkrótce degenerują. Zygospora otacza się grubą ściana o ciemnej barwie i przechodzi w okres spoczynku trwający kilka miesięcy. W tym okresie pełni więc funkcję przetrwalnika. Gdy zaczyna kiełkować, zaraz w jej jądrach zachodzi mejoza i powstają jądra haploidalne. Z kiełkujących zygospor wyrastają rozgałęzione plechy.
Pleśniaki są zwykle heterotaliczne, to znaczy, że ich plecha jest zróżnicowana na dwa typy (+) i (-). Rozmnażanie płciowe zachodzi tylko między plechami różnymi płciowo. Odkryto także szczepy nie zróżnicowane płciowo, czyli homotaliczne.

## Systematyka
Pozycja w klasyfikacji według Index Fungorum
Mucoraceae, Mucorales, Incertae sedis, Mucoromycetes, Mucoromycotina, Mucoromycota, Fungi.
Synonimy: Ascophora Tode, Calyptromyces H. Karst., Chionyphe Thienem., Chlamydomucor Bref., Circinomucor Arx, Hydrophora Tode, Lactomyces Boulanger, Mucedo Pers., Mucor subgen. Mucor Fresen., Scitovszkya Schulzer, Thelactis Mart., Zygorhynchus Vuill.
Gatunki występujące w Polsce
- Mucor abundans Povah 1917
- Mucor adventitius Oudem. 1902
- Mucor ambiguus Vuill. 1887
- Mucor circinelloides Tiegh. 1875
- Mucor flavus Bainier 1903
- Mucor fragilis Bainier 1884
- Mucor fuscus Bainier 1903
- Mucor genevensis Lendn. 1908
- Mucor heterosporus A. Fisch. 1892[7]
- Mucor hiemalis Wehmer 1903
- Mucor lausannensis Lendn. 1907
- Mucor laxorrhizus Y. Ling 1930
- Mucor microsporus Namysł. 1910[7]
- Mucor mucedo Fresen. – pleśniak biały
- Mucor odoratus Treschew 1940
- Mucor piriformis A. Fisch. 1892
- Mucor plumbeus Bonord. 1864
- Mucor psychrophilus Milko 1971
- Mucor racemosus Fresen. 1850 – pleśniak groniasty
- Mucor ramosissimus Samouts. 1927
- Mucor saturninus Hagem 1910
- Mucor strictus Hagem 1908
- Mucor subtilissimus Oudem. 1898
- Mucor varians Povah 1917[7]

Nazwy naukowe na podstawie Index Fungorum. Wykaz gatunków według Mułenki i in.

## Znaczenie
Gatunki należące do rodzaju pleśniak to głównie saprotrofy odżywiające się martwą materią organiczną. Żyją w glebie, gdzie odgrywają rolę w procesie tworzenia się próchnicy. Pojawiają się często na żywności powodując pleśnienie owoców i nasion. Niektóre gatunki mogą być okolicznościowymi pasożytami występującymi na niektórych owocach. Przedstawiciele tego rodzaju należą do najczęściej spotykanych grzybów rozwijających się także na psującym się mięsie i rybach.
Niektóre gatunki mają znaczenie medyczne, powodują bowiem zakażenia skórne (grzybice), zapalenie zatok nosa i septyczne zapalenie stawów u noworodka. Niektóre gatunki są groźne dla owadów, które infekują zwłaszcza przez rany, niektóre gatunki atakują także ptaki wywołując u nich choroby, a nawet mogą je uśmiercić.
Najczęściej występujące gatunki to Mucor amphibiorum, Mucor circinelloides, Mucor hiemalis, Mucor indicus, Mucor racemosus i Mucor ramosissimus.